# Grigorij Biełow (aktor)
Grigorij Akinfowicz Biełow (ros. Григорий Акинфович Белов, ur. 6 grudnia?/18 grudnia 1895 we wsi Wachońkino k. Czerepowca, zm. 13 września 1965 w Jarosławiu) – radziecki aktor teatralny i filmowy, Ludowy Artysta ZSRR (1956).

## Życiorys
Początkowo uczył się w szkole wiejskiej, a od 1907 do 1915 w szkole realnej w Czerepowcu. Następnie wstąpił na Wydział Ekonomiczny Instytutu Politechnicznego w Piotrogrodzie, jednocześnie ucząc się w studiu dramatycznym przy Teatrze Akademickim. W 1916 został powołany do armii i skierowany na Front Północno-Zachodni. Po rewolucji październikowej powrócił do Czerepowca. Występował na scenie od 1917. Był aktorem teatru w Archangielsku (od 1933 do 1940), w 1945 został aktorem teatru dramatycznego im. Wołkowa w Jarosławiu. Pełnił także mandat deputowanego do Rady Najwyższej RFSRR 4 kadencji. W 1936 otrzymał tytuł Zasłużonego Artysty RFSRR, w 1949 Ludowego Artysty RFSRR, a w 1956 Ludowego Artysty ZSRR. Został laureatem Nagrody Państwowej ZSRR (1949). Był odznaczony Orderem Lenina (1950) i Medalem za ofiarną pracę w Wielkiej Wojnie Ojczyźnianej (1945).

## Wybrana filmografia
- 1949: Czarodziej sadów jako Miczurin
- 1952: Wiejski lekarz jako Dr Arsienij Arsienjew
- 1953: Rimski-Korsakow jako Nikołaj Rimski-Korsakow
- 1959: Wania jako Gawriła Miedwiedkow
- 1964: Moskwa-Genua jako Grigorij Cziczerin